# Cydistomyia delicata
Cydistomyia delicata är en tvåvingeart som beskrevs av Philip 1980. Cydistomyia delicata ingår i släktet Cydistomyia och familjen bromsar. Inga underarter finns listade i Catalogue of Life.